# Hongolua kondorum
Hongolua kondorum је пуж из реда Stylommatophora и фамилије Zonitidae.

## Угроженост
Подаци о распрострањености ове врсте су недовољни.

## Распрострањење
Ареал врсте је ограничен на Микронезију.